# لشکرکشی ۵۵۴ مهر مهرویه
لشکرکشی ۵۵۴ مهر مهرویه یا نبرد تلفیس و اولاریا در سال ۵۵۳ در جریان جنگ لازستان میان شاهنشاهی ساسانی و امپراتوری بیزانس رخ داد که با پیروزی ارتش ایران به فرماندهی مهر مهرویه همراه بود.